# 半田敏治
半田 敏治（はんだ としはる、1892年2月12日 - 1967年9月13日）は、日本の官僚、哲学者、陸軍軍人。

## 経歴・人物
陸軍大阪衛戍病院院長を務めた軍医半田久雄・房子の長男として福岡県に生まれる。
母・房子は、代々福岡藩の藩医を務めた原家の当主12代原三信（当主は代々「三信」を襲名している）の長女であり、13代原三信（原三信病院設立者）は伯父、14代原三信は従兄にあたる。
敏治10才の時に房子は急逝している。
1909年福岡県立中学修猷館を卒業し、第七高等学校第一部甲類（英法）に入学するが、同年12月父に無断で高校を退学し、陸軍士官学校へ入学、1912年5月卒業する（24期生）。
陸士の同期には甘粕正彦がおり、甘粕が満洲で亡くなるまで親交を続けた。
同年12月陸軍砲兵少尉に任じられ野戦砲兵第10連隊附に補せられる。
その後、陸軍戸山学校を経て、1914年11月陸軍野戦砲兵学校を卒業。
1916年4月砲兵中尉、1921年8月砲兵大尉に任じられ、野戦砲兵第10連隊中隊長を務めたが、学問を志して1924年3月予備役となる。
1926年九州帝国大学法文学部哲学科に入学し鹿子木員信に師事。
1929年法文学部を卒業（西洋哲学専攻）し、同大学大学院に入学（ギリシャ哲学専攻）、法文学部副手となる。
1931年大学院を修了し、同大学法文学部講師となり、ギリシャ語の講義を担当する。
1934年6月満洲国政府に招聘され、大同学院教授に任用される。
1936年7月満洲国協和会に入り、中央本部企画部長に就任。
1937年6月政治・教育の状況視察のため欧米に出張し、1938年9月帰国。
同年10月新官制による大同学院教授を命ぜられ、各種文官任免に関する委員を兼ねる。
1939年4月満洲国協和会中央本部企画局副局長に就任し、その機構改革の企画・立案に携わる。
1940年3月協和会濱江省本部事務長（副長）となり、哈爾濱市本部長も兼任する。
1941年から国民勤労奉公制度実施準備を濱江省において実験的に施行する。
1942年7月満洲国国務院総務庁参事官に転任し、全国的国民勤労奉公制度の制定を準備。
同年10月国民勤労奉公局の新設に伴い初代局長に就任する。
1945年3月国民勤労部創設に伴い勤労部次長に任命される。
1945年8月日本が降伏し満洲国が崩壊、ソ連軍政が施行されると、同年10月ソ連に逮捕されてハバロフスク収容所に護送され、1946年8月エラブガ収容所、1947年2月タタール自治共和国カザン収容所、同年4月ゼレノドリスク収容所に移送される。
同年7月釈放されナホトカから乗船して帰国するが、極東国際軍事裁判への出廷を要請され、公職追放を受けている。
1950年公職追放が解除され、1959年東菱薬品工業社長に就任。
1966年7月満蒙同胞援護会が刊行を計画した「満洲国史」の編纂責任者になったが、骨粗鬆症や肺炎により入退院を繰り返し、1967年9月13日午後2時10分死去。